# Plaza de San Felipe Neri (Barcelona)
La plaza de San Felipe Neri (en catalán: plaça de Sant Felip Neri) es una plaza singular de Barcelona, que recibe el nombre de la iglesia homónima de estilo barroco que la preside. Está en el Barrio Gótico, en el distrito de Ciudad Vieja, y más concretamente en el barrio del Call y San Felipe Neri. 
La plaza se erige sobre el antiguo cementerio medieval de Montjuic del Obispo, destruido durante la Guerra Civil Española. Se puede acceder a la plaza tomando primero la calle San Felipe Neri y posteriormente, la calle de San Severo. La Iglesia de San Felipe Neri tiene anexada la casa de la Congregación del Oratorio de San Felipe Neri, a la cual también se puede acceder desde la misma plaza. 
La plaza está rodeada de casas de estilo renacentista. También es la sede de las antiguas casas de los gremios de Caldereros y Zapateros, esta última es la sede del Museo del Calzado de Barcelona. En el centro de la plaza se encuentra una fuente de agua con base octogonal.
En la paredes de la iglesia de San Felipe Neri todavía se pueden ver los reductos de la metralla de una bomba lanzada por la aviación del bando sublevado durante la Guerra Civil. Fue el 30 de enero de 1938 cuando el artefacto explotó donde ahora está la plaza y provocó cuarenta y dos víctimas mortales, la mayoría de las cuales eran niños que habían ido a refugiarse en el subterráneo de la iglesia y que murieron a causa de la deflagración. Aparte de las muertes, también quedaron destruidas totalmente las casas adyacentes a la plaza.
El arquitecto municipal Adolfo Florensa fue el encargado del proyecto de reconstrucción y decidió recrear una plaza; también decidió adaptar dos fachadas renacentistas de dos edificios que no habían sido reconstruidos para poder crear dos accesos a la plaza desde la avenida de la Catedral y desde la Vía Layetana. Finalmente, se recreó la fachada de la entrada de la calle de San Felipe Neri aprovechando elementos de los antiguos edificios.

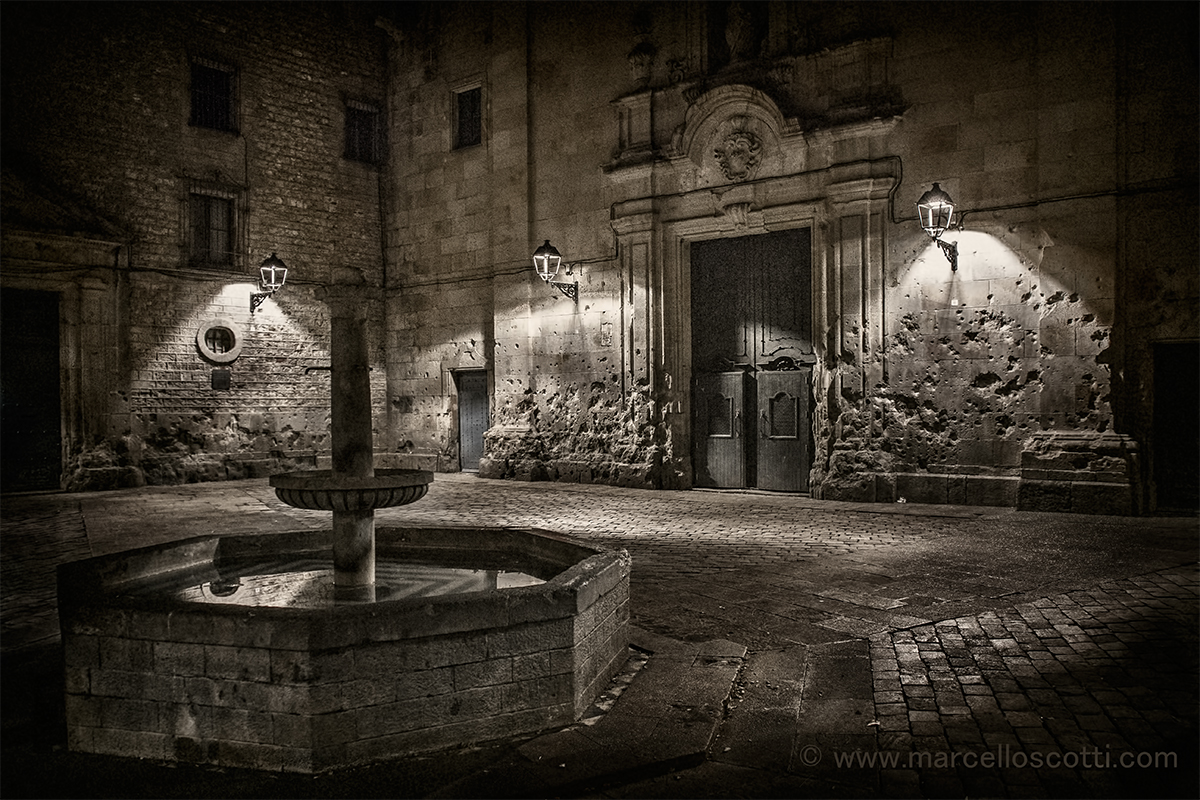
Vista nocturna
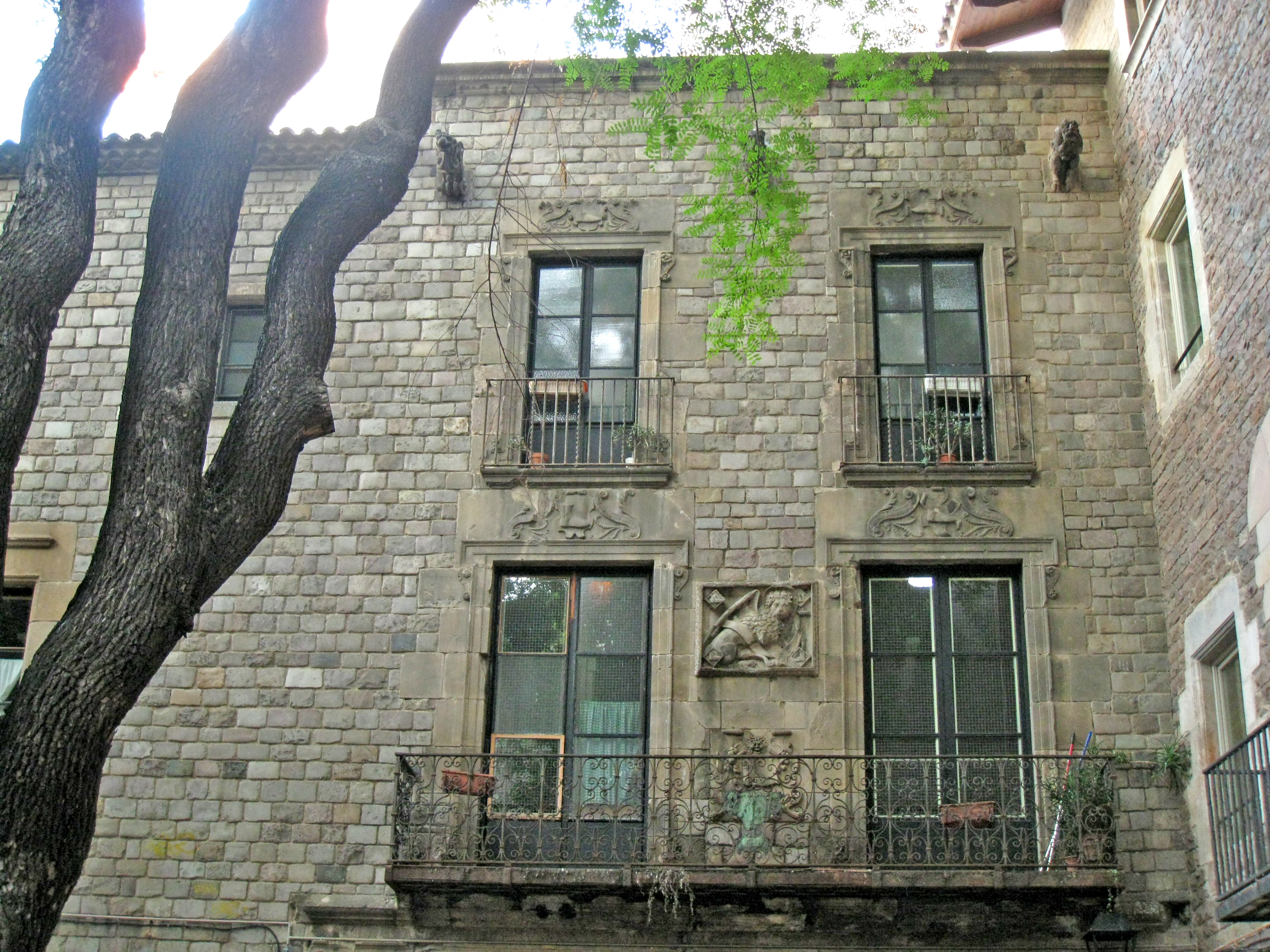
Museo del Calzado
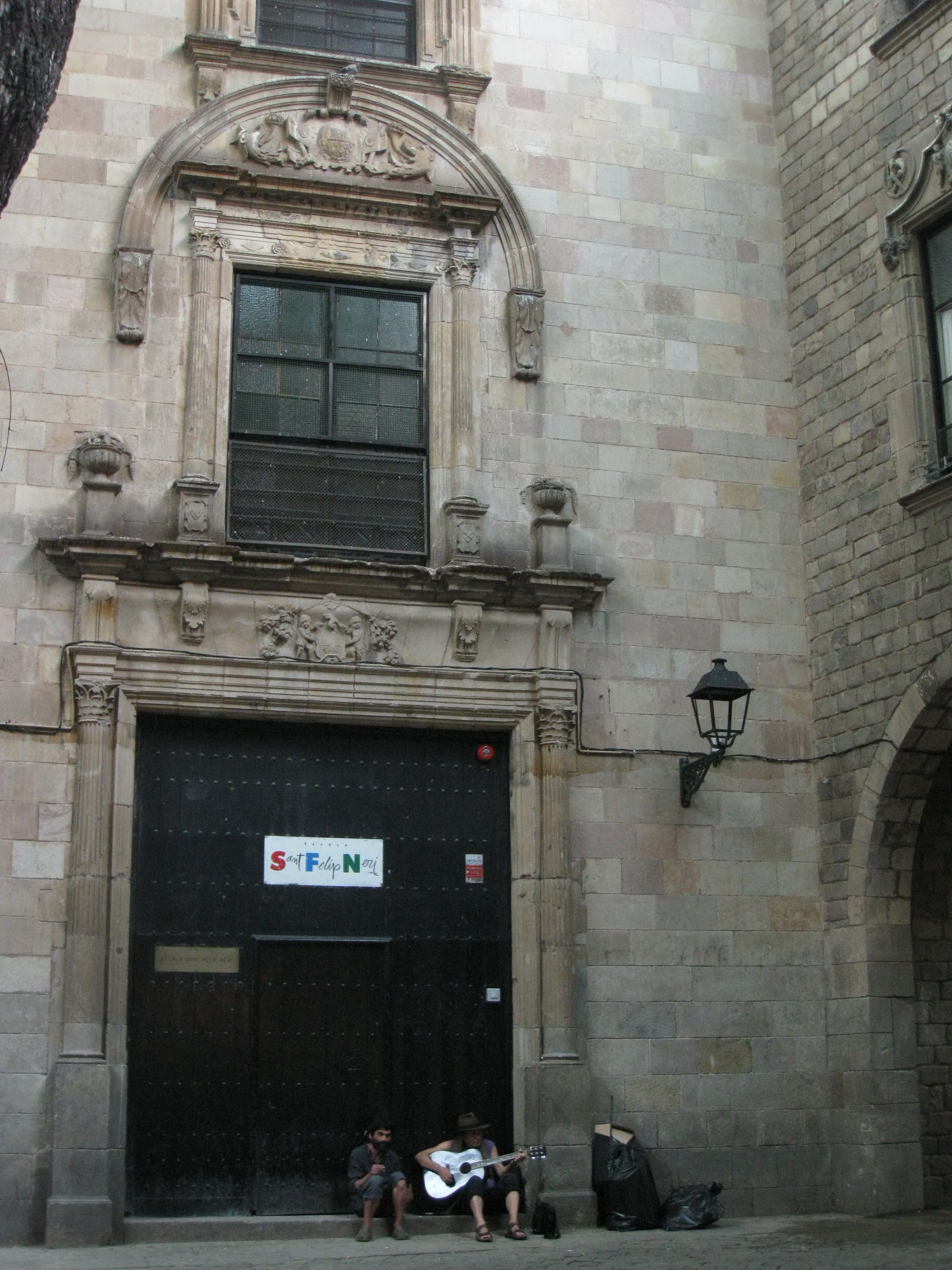
Casa del Gremio de Caldereros, Escuela San Felipe Neri
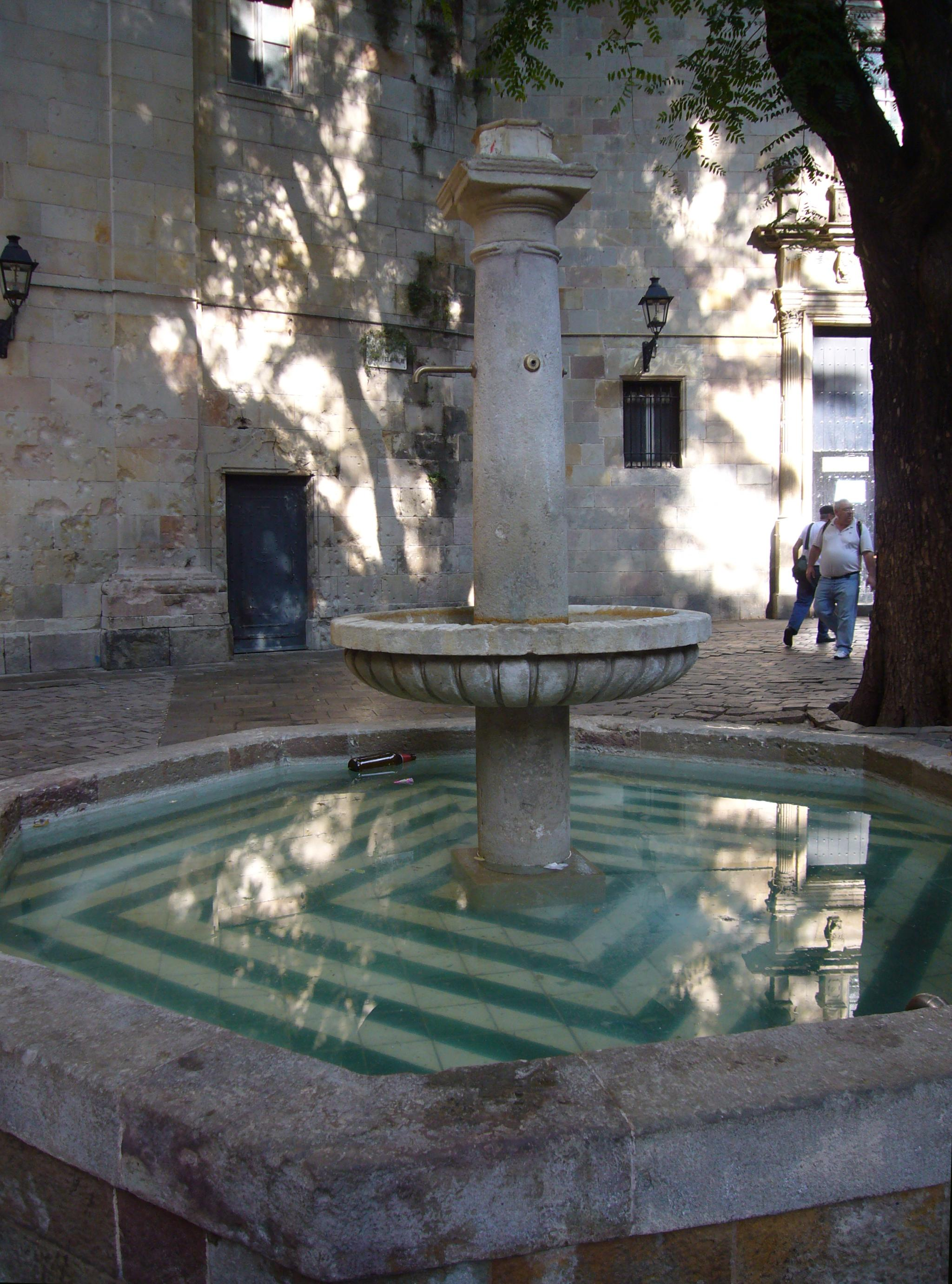
Fuente de la plaza
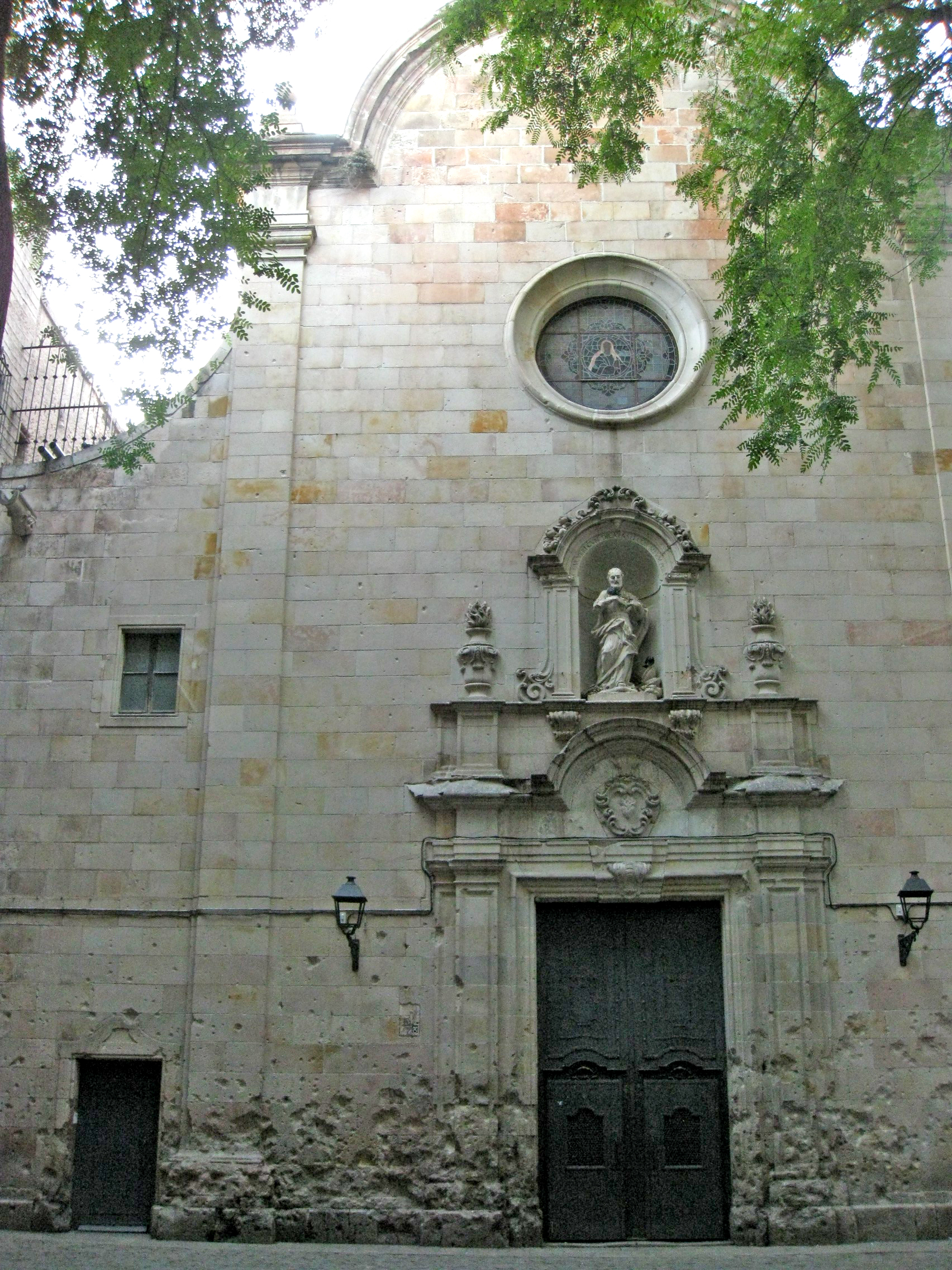
Iglesia de San Felipe Neri